# Great Missenden
Great Missenden – wieś w Anglii, w hrabstwie Buckinghamshire, w dystrykcie (unitary authority) Buckinghamshire. Leży 46 km na północny zachód od centrum Londynu. W 2001 miejscowość liczyła 9946 mieszkańców.